# Aloe babatiensis
Aloe babatiensis är en grästrädsväxtart som beskrevs av Hugh Basil Christian och Inez Clare Verdoorn. Aloe babatiensis ingår i släktet Aloe och familjen grästrädsväxter. Inga underarter finns listade i Catalogue of Life.

## Bildgalleri

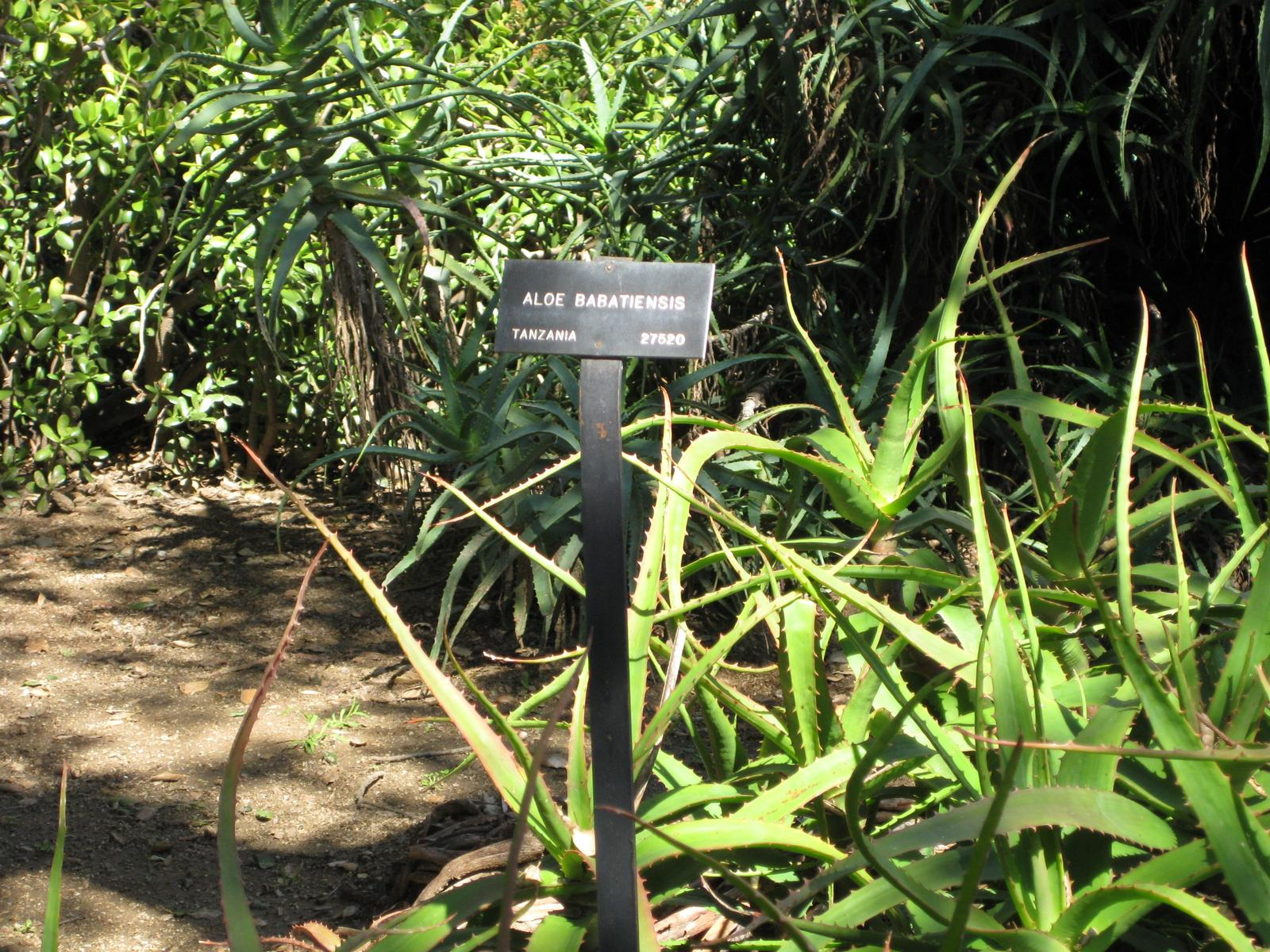